# Hapoël Rishon LeZion (football)
Pour les articles homonymes, voir Hapoël Rishon LeZion.
Maillots
Le Hapoël Ironi Rishon LeZion Football Club (en hébreu : מועדון כדורגל הפועל עירוני ראשון לציון), plus couramment abrégé en Hapoël Rishon LeZion, est un club israélien de football fondé en 1940 et basé dans la ville de Rishon LeZion.
Le club est la section football du club omnisports du même nom, le Hapoël Rishon LeZion.

## Histoire du club
Le Hapoël Rishon LeZion est fondé en 1940. Sa meilleure performance en championnat est obtenue lors de la saison 1980-1981, avec une sixième place.
Le club est finaliste de la Coupe d'Israël en 1946 et en 1996.
Sa seule campagne européenne a lieu lors de la Coupe d'Europe des vainqueurs de coupe 1996-1997 ; le club est éliminé au tour préliminaire par le Constructorul Chişinău.

## Palmarès
| \| - Coupe d'Israël (2) : - Finaliste : 1946 et 1995-96. - Championnat d'Israël D2 (1) : - Champion : 1993-94. - Vice-champion : 2010-11. \| \| - Championnat d'Israël D3 (3) : - Champion : 1964-65, 1988-89 et 1992-93. - Coupe de la Ligue D2 (2) : - Vainqueur : 2012-13 et 2022-23. \| |  | |
| - Coupe d'Israël (2) : - Finaliste : 1946 et 1995-96. - Championnat d'Israël D2 (1) : - Champion : 1993-94. - Vice-champion : 2010-11. |  | - Championnat d'Israël D3 (3) : - Champion : 1964-65, 1988-89 et 1992-93. - Coupe de la Ligue D2 (2) : - Vainqueur : 2012-13 et 2022-23. |

## Personnalités du club

### Présidents du club
- Raviv Sapir

## Entraîneurs du club
| - Arik Gilrovich (2008 - 2009) - Nissan Yehezkel (2010 - 2012) - Eyal Lahman (2012 - 2013) - Sharon Mimer (2013 - 2015) - Ofir Haim (2015 - 2016) - Gili Levanda (2016) | - Nir Berkovic (2016 - 202018) - Ron Marcus (2018 - 2019) - Nir Berkovic (2019) - Ofer Taselpapa (2019 - 2020) - Menachem Koretzki (2020) - Ismaeel Amar (2020-) |